# Loma Ñuhucua
Loma Ñuhucua är en ort i Mexiko.   Den ligger i kommunen Santa Cruz Nundaco och delstaten Oaxaca, i den sydöstra delen av landet, 300 km sydost om huvudstaden Mexico City. Loma Ñuhucua ligger 2 644 meter över havet och antalet invånare är 227.
Terrängen runt Loma Ñuhucua är huvudsakligen kuperad, men söderut är den bergig. Runt Loma Ñuhucua är det ganska tätbefolkat, med 54 invånare per kvadratkilometer. Närmaste större samhälle är Heroica Ciudad de Tlaxiaco, 17,0 km norr om Loma Ñuhucua. I omgivningarna runt Loma Ñuhucua växer huvudsakligen savannskog.